# Sojuz 7K-Ł1
Sojuz 7K-Ł1 „Zond” (ros. Союз 7К-Л1) – radziecki statek kosmiczny z serii Sojuz przeznaczony do lotów wokółksiężycowych w ramach programu Zond. Wszystkie odbyte loty programu były bezzałogowe, planowano jednak wykonanie lotu z dwuosobową załogą. Po sukcesie amerykańskiego lotu Apollo 8 oraz z powodu nękających program awarii i katastrof zrezygnowano z przeprowadzenia lotu załogowego.

## Konstrukcja[1]
Statek został w dużej mierze oparty na pojeździe Sojuz 7K-OK. Kilka modyfikacji zmniejszyło masę pojazdu i zwiększyło zdolność obwodu. Najbardziej znaczącymi modyfikacjami były: likwidacja modułu orbitalnego (w jego miejscu zamontowano stożek z systemem ratunkowym i antenę paraboliczną o wysokim zysku), usunięcie spadochronu rezerwowego oraz dodanie platformy żyroskopowej i czujników nawigacji gwiazdowej do dalekiej nawigacji kosmicznej. Sonda była w stanie przewozić dwóch kosmonautów. Na początku testów pojawiły się poważne problemy z niezawodnością nowej rakiety Proton oraz Sojuza 7K-OK, na których opierał się L1.
Rozwinięciem statku był Sojuz 7K-Ł3 zdolny do wejścia na orbitę okołoksiężycową

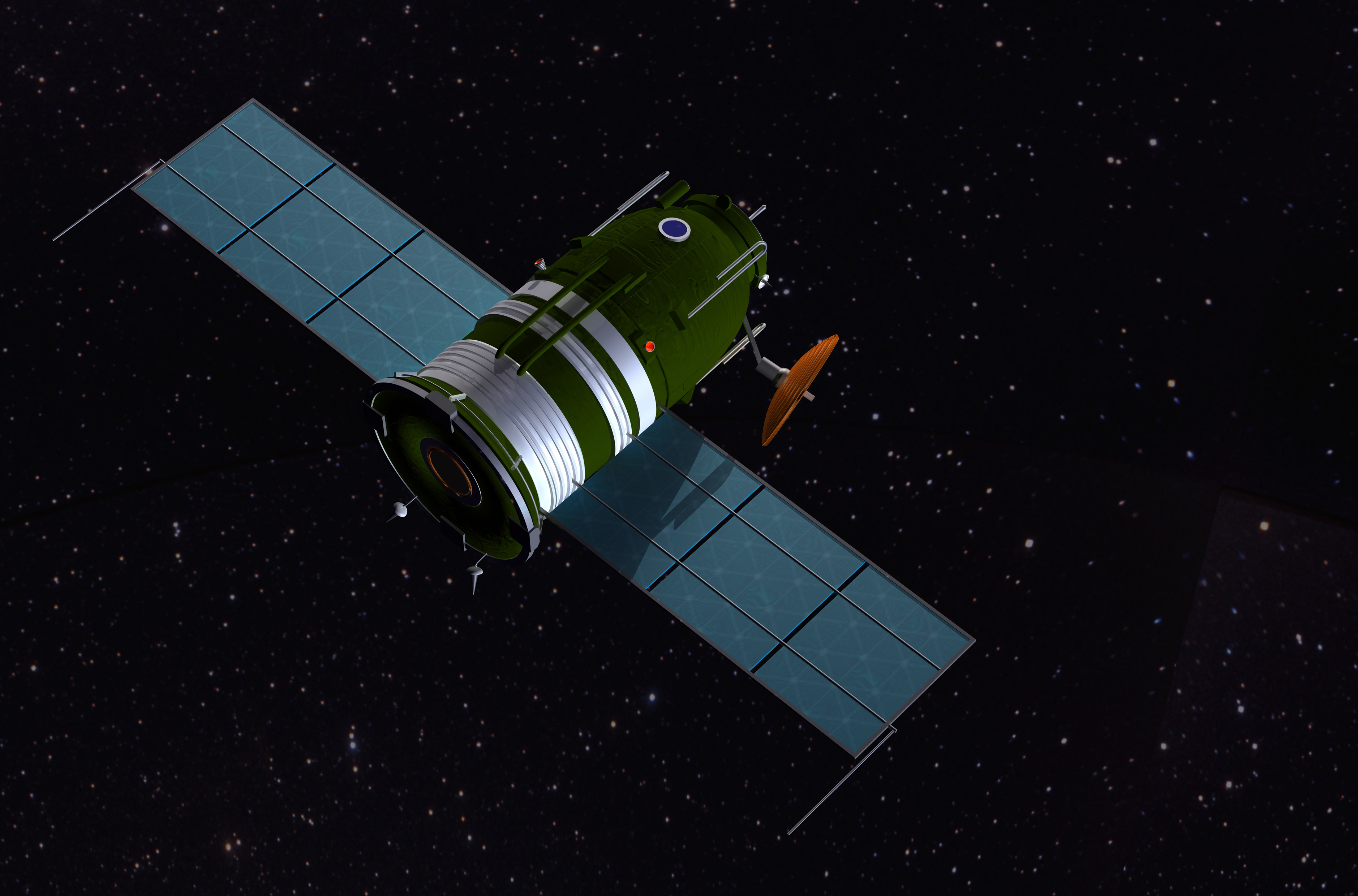
Artystyczna wizja statku Zond w drodze na księżyc

## Loty

### Odbyte loty
Wszystkie daty podane są według czasu uniwersalnego (UTC). Kursywą oznaczono nieoficjalne nazwy misji zakończonych katastrofami rakiet nośnych.
- Szarożółty oznacza misje zakończone częściowym lub pełnym sukcesem.
- Jasnoszary oznacza misje zakończone niepowodzeniem.

| Nazwa      | Typ i numer seryjny | Data startu          | Opis | Rezultat misji      |
| ---------- | ------------------- | -------------------- | --- | ------------------- |
| Kosmos 146 | 7K-Ł1 No. 2P        | 10 marca 1967        | Testy statku na orbicie okołoziemskiej. Krążył wokół Ziemi przez osiem dni. W tym czasie dwukrotnie odpalono sekcję D.                                                                | powodzenie misji    |
| Kosmos 154 | 7K-Ł1 No. 3P        | 8 kwietnia 1967      | Testy statku na orbicie wokółziemskiej. Tym razem wystąpiły problemy. Blok D nie odpalił wskutek awarii układu sterowania lądownika.                                                  | niepowodzenie misji |
| Zond 1967A | 7K-Ł1 No. 4Ł        | 27 września 1967     | Planowana próba oblotu Księżyca. Awaria pierwszego stopnia rakiety nośnej UR-500K Proton. Rakieta została zniszczona, natomiast awaryjny system ratowniczy uratował kapsułę powrotną. | niepowodzenie misji |
| Zond 1967B | 7K-Ł1 No. 5Ł        | 22 listopada 1967    | Planowana próba oblotu Księżyca. Awaria rakiety nośnej. Zepsuł się jeden z czterech silników drugiego stopnia. Niezrównoważony ciąg doprowadził do niepowodzenia misji.               | niepowodzenie misji |
| Zond 4     | 7K-Ł1 No. 6Ł        | 2 marca 1968         | Lot testowy statku typu Sojuza 7K-Ł1 na orbicie eliptycznej przeciwstawnej do faktycznej pozycji Księżyca. Zniszczony podczas powrotu na Ziemię.                                      | powodzenie misji    |
| Zond 1968A | 7K-Ł1 No. 7Ł        | 22 kwietnia 1968     | Planowana próba oblotu Księżyca. Awaria rakiety nośnej. | niepowodzenie misji |
| -          | 7K-Ł1 No. 8Ł        | 14 lipca 1968        | Eksplozja górnego stopnia rakiety nośnej na wyrzutni podczas przygotowań przedstartowych.                                                                                             | niepowodzenie misji |
| Zond 5     | 7K-Ł1 No. 9Ł        | 14 września 1968     | Oblot Księżyca 18 września 1968 i powrót na Ziemię 21 września 1968. | powodzenie misji    |
| Zond 6     | 7K-Ł1 No. 12Ł       | 10 listopada 1968    | Oblot Księżyca 14 listopada 1968 i powrót na Ziemię 17 listopada 1968. Kapsuła uległa zniszczeniu podczas lądowania.                                                                  | powodzenie misji    |
| Zond 1969A | 7K-Ł1 No. 13Ł       | 20 stycznia 1969     | Planowana próba oblotu Księżyca. Awaria rakiety nośnej. | niepowodzenie misji |
| Zond 7     | 7K-Ł1 No. 11Ł       | 7 sierpnia 1969      | Oblot Księżyca 11 sierpnia 1969 i powrót na Ziemię 14 sierpnia 1969. | powodzenie misji    |
| Zond 8     | 7K-Ł1 No. 14Ł       | 20 października 1970 | Oblot Księżyca 24 października 1970 i powrót na Ziemię 27 października 1970. | powodzenie misji    |

### Loty planowane
- Zond 9 (Sojuz 7K-L1 s/n 10)
- Zond 10 (Sojuz 7K-L1 s/n 15)

Podczas pierwszego lotu załogowego, na pokładzie statku mieli znaleźć się Aleksiej Leonow oraz Walerij Bykowski.